# Lisbourg
Lisbourg és un municipi francès situat al departament del Pas de Calais i a la regió dels Alts de França. L'any 2007 tenia 563 habitants.

## Demografia

### Població
El 2007 la població de fet de Lisbourg era de 563 persones. Hi havia 224 famílies de les quals 56 eren unipersonals (24 homes vivint sols i 32 dones vivint soles), 80 parelles sense fills, 84 parelles amb fills i 4 famílies monoparentals amb fills.
La població ha evolucionat segons el següent gràfic:
Habitants censats

### Habitatges
El 2007 hi havia 247 habitatges, 227 eren l'habitatge principal de la família, 10 eren segones residències i 10 estaven desocupats. 233 eren cases i 10 eren apartaments. Dels 227 habitatges principals, 163 estaven ocupats pels seus propietaris, 51 estaven llogats i ocupats pels llogaters i 13 estaven cedits a títol gratuït; 1 tenia una cambra, 4 en tenien dues, 27 en tenien tres, 49 en tenien quatre i 146 en tenien cinc o més. 185 habitatges disposaven pel capbaix d'una plaça de pàrquing. A 107 habitatges hi havia un automòbil i a 85 n'hi havia dos o més.

### Piràmide de població
La piràmide de població per edats i sexe el 2009 era:
| Homes | Edats   | Dones |
| ----- | ------- | ----- |
| 0     | 95 o +  | 4     |
| 0     | 90 a 94 | 4     |
| 0     | 85 a 89 | 0     |
| 0     | 80 a 84 | 8     |
| 20    | 75 a 79 | 24    |
| 12    | 70 a 74 | 12    |
| 28    | 65 a 69 | 12    |
| 20    | 60 a 64 | 36    |
| 28    | 55 a 59 | 16    |
| 16    | 50 a 54 | 20    |
| 28    | 45 a 49 | 24    |
| 4     | 40 a 44 | 24    |
| 28    | 35 a 39 | 8     |
| 12    | 30 a 34 | 24    |
| 16    | 25 a 29 | 20    |
| 32    | 20 a 24 | 4     |
| 12    | 15 a 19 | 16    |
| 20    | 10 a 14 | 20    |
| 8     | 5 a 9   | 20    |
| 12    | 0 a 4   | 12    |

## Economia
El 2007 la població en edat de treballar era de 340 persones, 230 eren actives i 110 eren inactives. De les 230 persones actives 210 estaven ocupades (118 homes i 92 dones) i 20 estaven aturades (8 homes i 12 dones). De les 110 persones inactives 44 estaven jubilades, 21 estaven estudiant i 45 estaven classificades com a «altres inactius».

### Ingressos
El 2009 a Lisbourg hi havia 223 unitats fiscals que integraven 563,5 persones, la mediana anual d'ingressos fiscals per persona era de 12.923 €.

### Activitats econòmiques
Dels 21 establiments que hi havia el 2007, 1 era d'una empresa alimentària, 1 d'una empresa de fabricació d'altres productes industrials, 5 d'empreses de construcció, 6 d'empreses de comerç i reparació d'automòbils, 4 d'empreses de transport, 1 d'una empresa d'hostatgeria i restauració, 1 d'una empresa d'informació i comunicació i 2 d'empreses immobiliàries.
Dels 4 establiments de servei als particulars que hi havia el 2009, 1 era un taller de reparació d'automòbils i de material agrícola, 1 guixaire pintor, 1 lampisteria i 1 electricista.
L'únic establiment comercial que hi havia el 2009 era una botiga de menys de 120 m².
L'any 2000 a Lisbourg hi havia 43 explotacions agrícoles que ocupaven un total de 1.421 hectàrees.

## Equipaments sanitaris i escolars
El 2009 hi havia una escola elemental.

## Poblacions més properes
El següent diagrama mostra les poblacions més properes.